# Trochosa pardaloides
Trochosa pardaloides är en spindelart som först beskrevs av Cândido Firmino de Mello-Leitão 1937. 
Trochosa pardaloides ingår i släktet Trochosa och familjen vargspindlar. Inga underarter finns listade i Catalogue of Life.